# Basílica Pòrcia

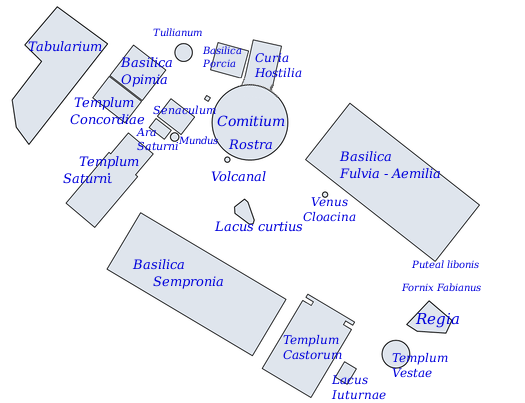
Localització de la basílica Pòrcia al fòrum romà

La basílica Pòrcia (en llatí : Basilica Porcia) fou la primera basílica de Roma, construïda amb finalitats civils i data del s.II aC.

## Localització
Estava situada al nord-oest del Fòrum Romà, entre la Tullianum i la Cúria Hostília, en uns terrenys comprats per Cató anteriorment ocupats per unes botigues i dues residències privades, d'uns propietaris anomenats Maenius i Titius. En conjunt només hi havia espai per construir un edifici d'uns 10 m de llargada.

## Funció
Es va construir per tal d'acollir activitats judicials i financeres. Els magistrats la feien servir, a diferència del comitium, per tractar temes secundaris que no requerien la presència d'un gran públic, o bé per fer negocis en un lloc més íntim sense les interferències del soroll propi del fòrum i protegits de la intempèrie.

## Història
La basílica es va construir l'any 184 aC, a petició del censor Marc Porci Cató. En un principi, el projecte de Cató va trobar una forta oposició entre els membres del senat, especialment per part d'Escipió l'Africà i els seus partidaris.
El 112 aC, Luci Calpurni Pisó va arbitrar en aquesta basílica el conflicte que enfrontava els ieràpetres (habitants de Ieràpetra) amb els romans. Segons Plutarc l'any 75 aC el jove Marc Porci Cató Uticense, que era tribú de la plebs, hi va donar el seu primer discurs. Més tard, el 73 aC, els cònsols Marc Terenci Varró Lucul·le i Gai Cassi Longí Var van fer la cognitio que havia de decidir entre els publicans i els ambaixadors d'Oropos.
La basílica Pòrcia va ser destruïda l'any 52 aC, juntament amb la Cúria Hostília a causa de l'incendi que es va estendre pels funerals de Publi Clodi Pulcre. Com que calia reconstruir l'edifici de la cúria, Juli Cèsar va proposar fer una ampliació, de manera que es van agafar part dels terrenys de la Pòrcia i no va reconstruir la basílica, potser en part perquè havia sigut obra d'un avantpassat de Cató Uticense, un dels seus adversaris més durs.

## Estudis arqueològics
Els treballs arqueològics que es van portar a terme el 1940 a la zona de l'entrada nord del Fòrum Romà van descobrir els vestigis d'un mur de contenció que suportava el pendent del Capitolí, que es devia fer per obrir pas a un carreró o passatge anomenat Clivus Argentarius, i davant d'aquest mur s'han trobat les restes d'una filera de columnes, les quals es van identificar com a les probables restes de la basílica Pòrcia.